# Magma (álbum de Gojira)
Magma es el sexto álbum de estudio de la banda francesa de heavy metal Gojira. El álbum fue lanzado el 17 de junio de 2016 a través de Roadrunner Records. El álbum fue grabado en el estudio de la banda en la ciudad de Nueva York, y fue producido por Joe Duplantier, mezclado por Johann Meyer y masterizado por Ted Jensen. El álbum vendió casi 17.000 copias en su primera semana de lanzamiento en los Estados Unidos, ubicándose en el número 24 en el Billboard 200, convirtiendo a Magma en el debut de ventas y listas más alto de la banda hasta la fecha. El álbum se muestra como una desviación estilística de los álbumes anteriores de la banda, presentando un sonido atmosférico más accesible y un uso más prominente de voces limpias. El álbum fue nominado al Mejor Álbum de Rock y el sencillo "Silvera" fue nominado a Mejor Actuación de Metal en la 59.ª Entrega Anual de los Premios Grammy.

## Antecedentes
En noviembre de 2014, Gojira se mudó a Nueva York y comenzó la construcción de su propio estudio de música en Queens. Para abril de 2015, el estudio estaba completo y la banda comenzó a grabar. Sin embargo, la grabación del álbum se suspendió cuando la madre de Joe y Mario Duplantier enfermó y al poco tiempo murió. La banda pasó un tiempo de gira antes de regresar al estudio para continuar grabando. La mezcla del álbum se completó en febrero de 2016.

## Estilo musical y escritura
Mario Duplantier declaró sobre el aspecto lírico del álbum: "Cuando lees las letras de Joe, para mí, lloro de inmediato. Son muy profundos y van directo al grano. Sin mierda. Reciclamos nuestra tristeza y depresión en la música".
Joe Duplantier declaró sobre la dirección general del álbum: "Queremos un álbum corto. Algo menos épico de lo que solemos hacer. La atención de la gente es más corta ahora. Muchas de las canciones duran cuatro minutos". También dijo: "Tenemos algunos riffs tipo Pantera, que es una especie de nuevo para nosotros. Pero [...] queremos que los riffs sean un poco más contundentes a veces".
También explicó que el proceso de escritura para Magma difería de los álbumes anteriores, diciendo que "hacemos las cosas un poco diferente". Volcamos canciones, volcamos riffs, lo cual nunca antes habíamos hecho. (En el pasado) preparábamos 12 canciones, nos metíamos en el estudio y las grabábamos exactamente como están en las demos. Decidimos hacerlo de manera diferente esta vez".

## Diseño gráfico
Joe declaró sobre la portada del álbum: "Para 'Magma', estaba un poco abrumado cuando llegó el momento de hacer la portada. Cuando se trataba de arte, tenía que arreglar mis cosas. Necesitaba ir de compras porque no suelo dibujar todo el tiempo. El ciclo de 'Magma' estaba un poco apretado y teníamos una agenda muy ocupada, así que decidí que no iba a hacerlo. Tuvimos nuestros ojos puestos en Hibiki Miyazaki por un tiempo porque mi hermano Mario y yo estábamos muy impresionados con las cosas que estaba haciendo. Íbamos de un lado a otro y pude revisar bocetos, maquetas y ese tipo de cosas. Solo necesitaba comunicarme con ella. Eso fue importante para mí, poder participar de alguna manera en el proceso. Ella hizo un gran trabajo".

## Vídeos musicales
El 21 de abril de 2016, la banda lanzó el video oficial para la canción "Stranded", el primer sencillo del álbum. Dirigido por Vincent Caldoni, el video en tonos sepia muestra a la banda tocando mientras un bailarín cubierto de pintura se retuerce y se retuerce en el suelo.
El 20 de mayo de 2016, se estrenó el video "Silvera". Ofrece una sorprendente mezcla de magníficas tomas aéreas de la ciudad de Nueva York, imágenes de Gojira tocando la canción en una azotea y una extraña variedad de viñetas abstractas. En esas extrañas escenas, una mujer baila envuelta en una sábana blanca en una antigua fábrica, un ejército de hombres narcisistas marchando calle abajo y mirándose en el espejo, un hombre sin rostro y su clon se besan mientras sostienen móviles estilo selfie, los ojos de otra mujer sangran alquitrán negro, el cielo se llena con una tormenta de cuerpos volando por cañones de gran altura y una batalla material de agua, harina y aceite. Fue dirigido por Drew Cox.
El 7 de julio de 2016, la banda lanzó el videoclip para la penúltima canción del álbum "Low Lands". Descrito por la banda como "una pieza íntima y poética", el video fue dirigido por Alain Duplantier, primo de Joe y Mario Duplantier. El video presenta "la casa de la infancia de los hermanos en Ondres, Francia, cerca de un océano tormentoso", así como "imágenes góticas y algunas imágenes simbólicamente personales para los hermanos Duplantier, Joe y Mario, que perdieron a su madre el verano pasado".
El 20 de septiembre de 2016, compartieron "The Shooting Star". El vídeo está lleno de atractivos para la vista: paisajes surrealistas animados con CGI, efectos visuales alucinantes y tomas en primer plano de la actuación de la banda. El color es súper inquietante y saturado, y recuerda un poco a los videos grunge de principios de los 90... Fue dirigido y animado Markus Hofko.
El 23 de febrero de 2017, publicaron el video musical para la canción "The Cell". Fue dirigido por Drew Cox, utilizando una cámara termográfica para capturar a Gojira en una actuación animada. El metraje dominado por el blanco y negro crea un vínculo temático con la obra del álbum, con los mismos tonos de color. Parpadeando entre fondos blancos y negros que rodean a los miembros resplandecientes de la banda, clips de cámaras de vigilancia, contornos mapeados digitalmente de un bebé, tomas en directo multitudinarias entran y salen mientras la intensidad del video refleja la de la canción.
"Silvera", recibió más de 1.5 millones de visitas en el canal oficial de YouTube de Gojira; mientras que "Stranded", obtubo 2.1 millones de visitas, y figura en el Top 25 en el gráfico US Viral 50 de Spotify.

## Gira promocional
El 2 de mayo de 2016, Gojira anunció una gira por América del Norte para promocionar Magma. La banda contó con el apoyo de la banda británica de metal Tesseract, y realizará una gira por los Estados Unidos y Canadá de septiembre a octubre de 2016. Antes de esta gira, la banda tocó un espectáculo "íntimo" en el famoso bar Saint Vitus en la ciudad de Nueva York el 14 de julio. Loudwire escribió que "la ciudad de Nueva York siempre será el hogar de Gojira y los fanáticos aparecerán en cualquier lugar donde jueguen, sin importar el tamaño del lugar". También informaron que Joe Duplantier habló sobre el ataque terrorista en Niza, Francia, "que para la mayoría de nosotros fue la primera vez en la noche que escuchamos sobre la calamidad". También notaron que "era agridulce, porque también era el cumpleaños del bajista Jean-Michel Labadie".
El 7 de julio de 2016, la banda anunció que apoyarían a Alter Bridge y Volbeat en una gira europea en noviembre y diciembre del mismo año.

## Recepción de la crítica
Magma recibió críticas favorables de parte de los críticos. En Metacritic, el álbum recibió un puntaje de 79 de 100 basado en 12 reseñas, lo que indica "revisiones generalmente favorables".
En la reseña de Dom Lawson para The Guardian, dio el álbum 5/5 y escribió que "Magma es el tipo de álbum que a los metaleros les encantaría que los no-creyentes le echaran un vistazo, aunque solo sea porque confunde todos los estereotipos habituales sobre que el género no es imaginativo y tonto".  La crítica de Adrien Begrand para Spin también recibió el álbum positivamente, escribiendo que en Magma, Gojira "quita su sonido distintivo aún más, a menudo construyendo canciones alrededor de un riff insidiosamente pegadizo y resistiendo vuelos de fantasía autoindulgentes. Es común que los jóvenes actores del metal moderno muestren una destreza técnica asombrosa, pero sin sensación de moderación. Por el contrario, en este álbum hay poco más de tensión y minimalismo".
Daniel Epstein de Rolling Stone señaló que Magma marca una desviación estilística para Gojira en comparación con los álbumes anteriores. "En gran parte están ausentes los arreglos de canciones épicas y las exhibiciones de magia instrumental que marcaron sus grabaciones hasta L'Enfant Sauvage de 2012. En cambio, nuevas pistas como "The Shooting Star", "Stranded" y "Pray" tratan más sobre encontrar un surco o riff temible y exprimirlo hasta la última gota de oscuridad y catarsis". Y señala que la muerte de la madre de Joe y Mario Duplantier como una posible influencia en este desarrollo. Epstein también comparó el álbum de Metallica de 1991 del mismo nombre y The Hunter de Mastodon escribiendo que "para los que puedan apreciar una fuerte orientación álbum de Hard Rock impregnada de emociones que son a menudo tan pesado como sus riffs, Magma ofrece una experiencia auditiva que es tan gratificante como terapéutica".
Zoe Camp, escribió para Pitchfork, quien describió a Magma como "su lanzamiento más accesible hasta el momento, melódicamente inmediato y cargado de emoción". Camp se puso del lado de Epstein y otros críticos al considerar el álbum como una desviación estilística de los lanzamientos anteriores. Camp escribió que en Magma, Gojira "ofrece un esfuerzo de cruce tenso y pegadizo que inocula su metal embriagador con partes iguales de inmediatez melódica e intimidad emocional, al tiempo que conserva los pilares de su panoplia cáustica: riffs de mathy, tempos poco comunes, feroz, estilos de voz de tipo Death Metal, y sobre todo, ansiedad abrumadora. El nuevo sonido es en gran parte una consecuencia del dolor de los Duplantier; su madre murió durante la gestación del álbum, lo que obligó a los hermanos a salir de sus propias cabezas y volver a visitar el material que tenían hasta ahora, a menudo luchando contra las lágrimas durante las sesiones".

## Elogios
| Publicación          | Espaldarazo                                                                    | Año  | Rango |
| -------------------- | ------------------------------------------------------------------------------ | ---- | ----- |
| Consequence of Sound | Top 50 álbumes de 2016                                                         | 2016 | 33    |
| WhatCulture          | 20 mejores álbumes de hard rock y heavy metal de 2016                          | 2016 | 1     |
| Metal Hammer         | Álbum del año                                                                  | 2016 | 1     |
| Metal Injection      | Los mejores 20 mejores álbumes de los escritores de inyección de metal de 2016 | 2016 | 12    |
| Rolling Stone        | 20 mejores álbumes de metal de 2016                                            | 2016 | 8     |
| Loudwire             | 20 mejores álbumes de metal de 2016                                            | 2016 | 4     |
| MetalSucks           | Los 25 mejores álbumes de metal de 2010-2019                                   | 2016 | 1     |

## Lista de canciones
Toda la música compuesta por Mario Duplantier y Joe Duplantier. Letra compuesta por Joe Duplantier. 
| N.º | Título                        | Duración |  |
| 1.  | «The Shooting Star»           | 5:42     |  |
| 2.  | «Silvera»                     | 3:33     |  |
| 3.  | «The Cell»                    | 3:18     |  |
| 4.  | «Stranded»                    | 4:29     |  |
| 5.  | «Yellow Stone» (instrumental) | 1:19     |  |
| 6.  | «Magma»                       | 6:42     |  |
| 7.  | «Pray»                        | 5:14     |  |
| 8.  | «Only Pain»                   | 4:00     |  |
| 9.  | «Low Lands»                   | 6:04     |  |
| 10. | «Liberation» (instrumental)   | 3:35     |  |

## Bonus DVD: Rock in Rio
| N.º | Título                                | Duración |  |
| 1.  | «Intro»                               | 0:18     |  |
| 2.  | «Ocean Planet»                        | 6:14     |  |
| 3.  | «The Axe»                             | 4:21     |  |
| 4.  | «The Heaviest Matter of the Universe» | 5:47     |  |
| 5.  | «Backbone»                            | 4:25     |  |
| 6.  | «Love / Remembrance»                  | 5:56     |  |
| 7.  | «L'Enfant Sauvage»                    | 3:52     |  |
| 8.  | «Flying Whales»                       | 8:17     |  |
| 9.  | «Drum Solo»                           | 1:21     |  |
| 10. | «Oroborus»                            | 4:53     |  |
| 11. | «Vacuity»                             | 5:37     |  |
| 12. | «The Gift of Guilt»                   | 7:24     |  |

## Personal
- Joe Duplantier – Voz, guitarra, flauta, producción, mezclas y arreglos.
- Christian Andreu – Guitarra
- Jean-Michel Labadie – Bajo
- Mario Duplantier – Batería

## Adicional
- Ted Jensen – Masterización
- Johann Meyer – Mezcla, ingeniería
- Alexis Berthelot – Ingeniería adicional
- Will Putney – Ingeniería adicional
- Jamie Uertz – Ingeniería adicional
- Taylor Bingley – Ingeniería adicional
- Hibiki Miyazaki – Portada del álbum
- The Visual Strategist – Diseño
- Gabrielle Duplantier – Fotografía de la banda